# Zlodol
Zlodol (izvirno srbsko Злодол) je naselje v Srbiji, ki upravno spada pod Občino Bajina Bašta; slednja pa je del Zlatiborskega upravnega okraja.

## Demografija
V naselju živi 375 polnoletnih prebivalcev, pri čemer je njihova povprečna starost 50,3 let (47,6 pri moških in 53,1 pri ženskah). Naselje ima 164 gospodinjstev, pri čemer je povprečno število članov na gospodinjstvo 2,55.
To naselje je srbsko (glede na popis iz leta 2002), a v času zadnjih treh popisov je opazno zmanjšanje števila prebivalcev.
|  |

| Demografija | Demografija     | Demografija     |
| Leto        | Št. prebivalcev | Št. prebivalcev |
| ----------- | --------------- | --------------- |
|             |                 |                 |
|             |                 |                 |
|             |                 |                 |
|             |                 |                 |
| 1948        | 1064            |                 |
| 1953        | 1086            |                 |
| 1961        | 1028            |                 |
| 1971        | 943             |                 |
| 1981        | 803             |                 |
| 1991        | 563             | 563             |
| 2002        | 419             | 419             |
|             |                 |                 |

| Etnična sestava po popisu iz leta 2002 | Etnična sestava po popisu iz leta 2002 | Etnična sestava po popisu iz leta 2002 | Etnična sestava po popisu iz leta 2002 | Etnična sestava po popisu iz leta 2002 |
| -------------------------------------- | -------------------------------------- | -------------------------------------- | -------------------------------------- | -------------------------------------- |
| Srbi                                   | Srbi                                   |                                        | 418                                    | 99,76%                                 |
| Neznano                                | Neznano                                |                                        | 1                                      | 0,23%                                  |